# Laila Wadia
Laila Wadia (Bombay, 1966) è una scrittrice indiana.

## Biografia
Laila Wadia, nata a Bombay, si è trasferita in Italia nel 1986. Nel 2004, con un racconto breve intitolato "Curry di pollo" – pubblicato in seguito nella raccolta Pecore Nere (AA.VV., Laterza, 2005) – vince la decima edizione del concorso Eks&Tra indetto a Mantova per dare una visibilità alle forme emergenti di una narrativa scritta in lingua italiana da autori immigrati in Italia. Lei si occupa anche di traduzioni ed è molto attiva nel nord est tra le comunità di extracomunitari.
L'argomento principale dei suoi racconti e romanzi è la condizione degli immigrati in Italia, il razzismo, la configurazione delle identità ibride, con particolare accento sulle donne.

## Opere
- Il burattinaio e altre storie extra-italiane, Isernia, Cosmo Iannone, 2004
- Amiche per la pelle, Roma, e/o, 2007
- Come diventare italiani in 24 ore, Barbera, 2010
- Se tutte le donne, Siena, Barbera, 2012
- Algoritmi indiani, Trieste, Vita Activa, 2017
- Il giardino dei Frangipani, Oligo, 2020

In antologie
- AA. VV., Pecore nere, Roma-Bari, Laterza, 2005 (con i racconti Curry di pollo e Karnevale)